# Januari 2008
| Januari 2008 |
| Månader under 2008: Januari · Februari · Mars · April · Maj · Juni · Juli · Augusti · September · Oktober · November · December ← December 2007 · Januari 2009 → |

- Micheil Saakasjvili får över 50 procent av rösterna i presidentvalet och omväljs därmed som president i Georgien. (5 januari)

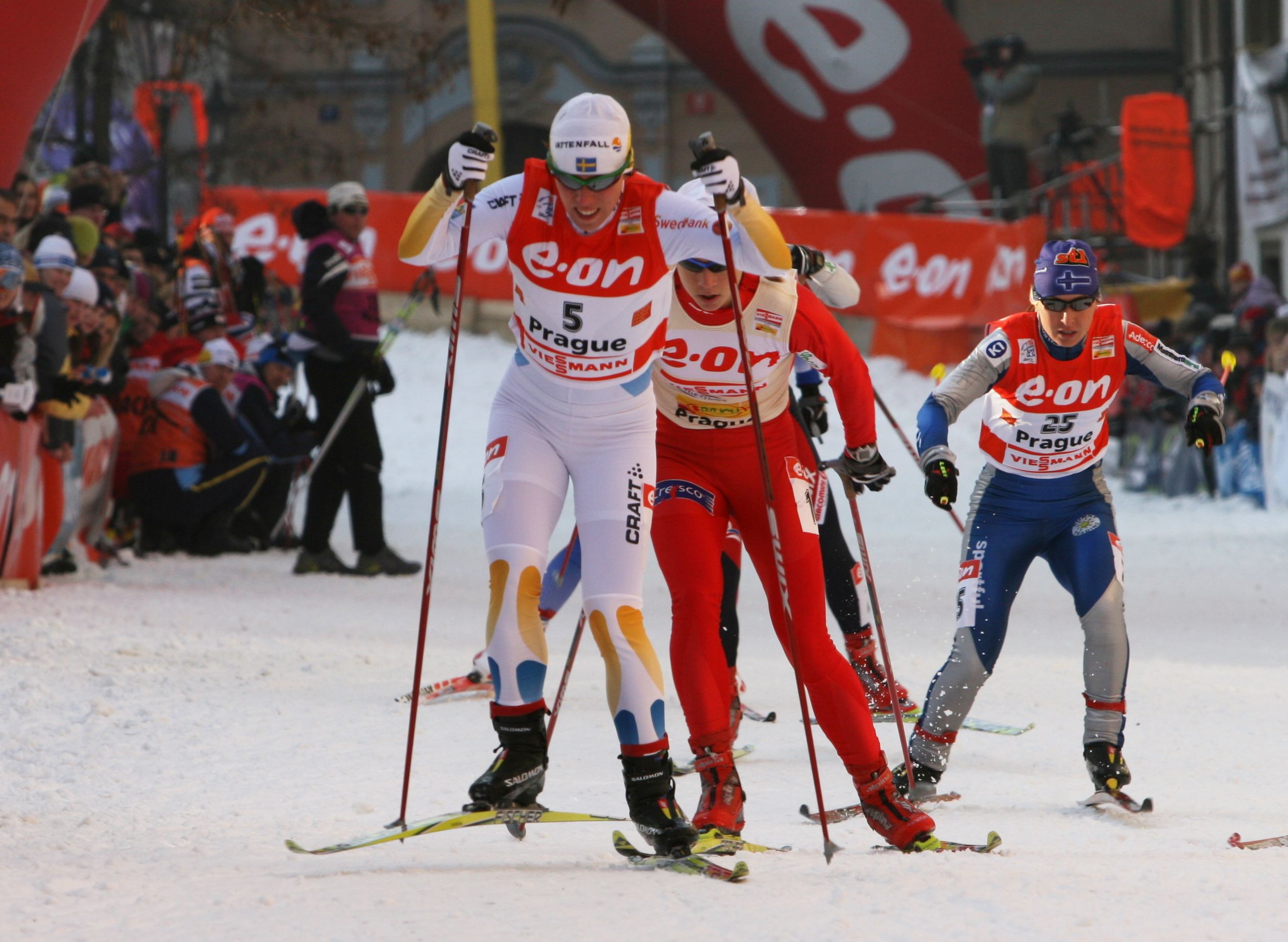
Charlotte Kalla i Tour de Ski 2007/2008.

- Tour de Ski 2007/2008 avslutas, och vinns av Lukáš Bauer, Tjeckien på herrsidan och Charlotte Kalla, Sverige före Virpi Kuitunen från Finland på damsidan. (6 januari)
- Henrik Larsson beslutar att stanna i Helsingborgs IF. (12 januari)
- Bobby Fischer avlider. (17 januari)
- Iraks flagga får nytt utseende. (22 januari)
- Göteborgs filmfestival invigs. (25 januari)
- Christian Brando dör. (26 januari)
- Det politiska partiet Centrum-Demokraterne i Danmark, beslutar att partiet skall lägga ned. (27 januari)
- Gordon B Hinckley dör. (27 januari)
- Suharto dör.[1] (27 januari)
- En storm, stormen Tuva, når södra Sverige. (31 januari)

### Fotnoter
1. ↑  Tobias Österberg (27 januari 2008). ”Indonesiens exdiktator Suharto död”. Aftonbladet. http://www.aftonbladet.se/nyheter/article11339659.ab. Läst 11 september 2016.